# Willy-Brandt-Park

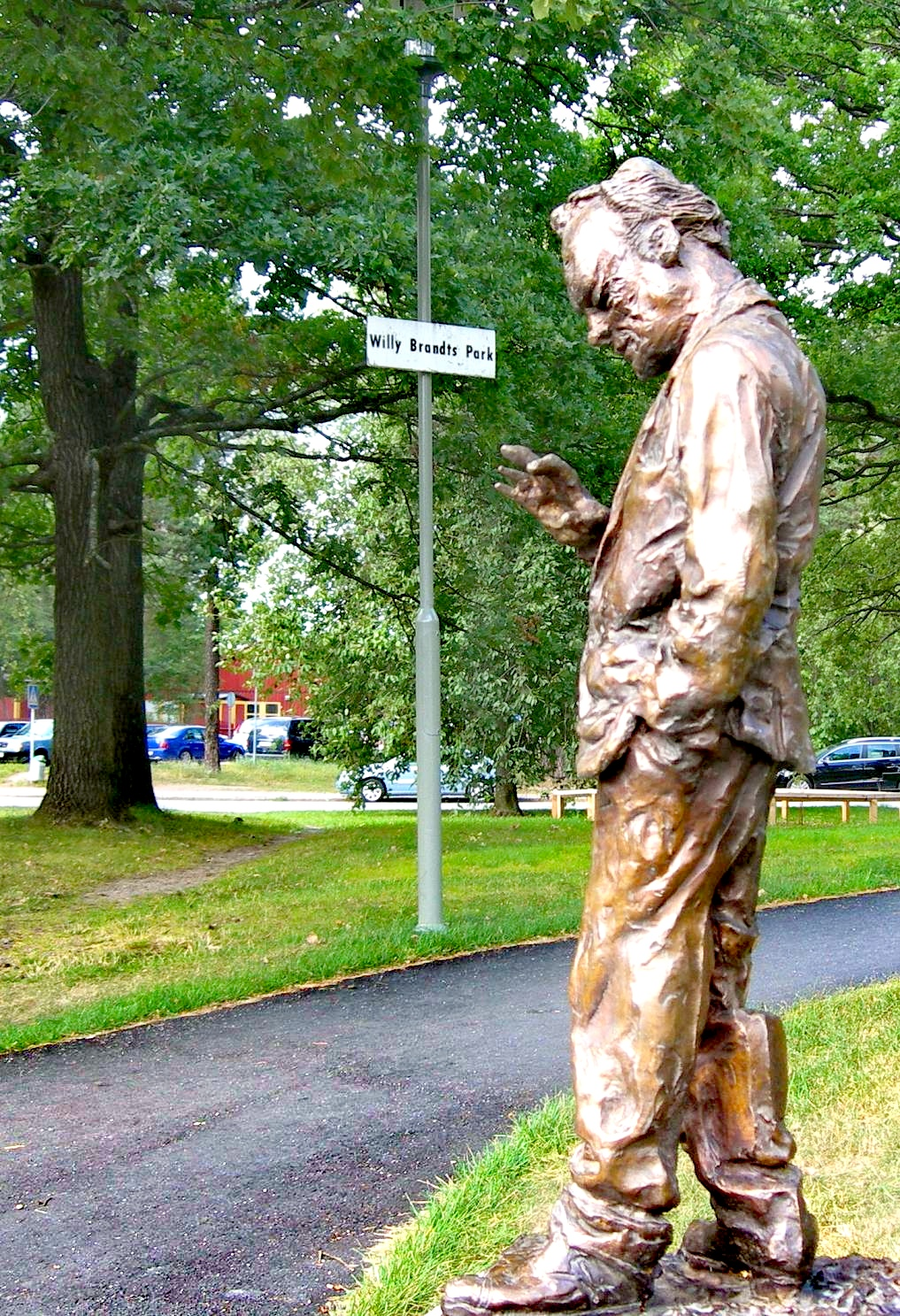
Willy-Brandt-Park, Skulptur des Künstlers Rainer Fetting

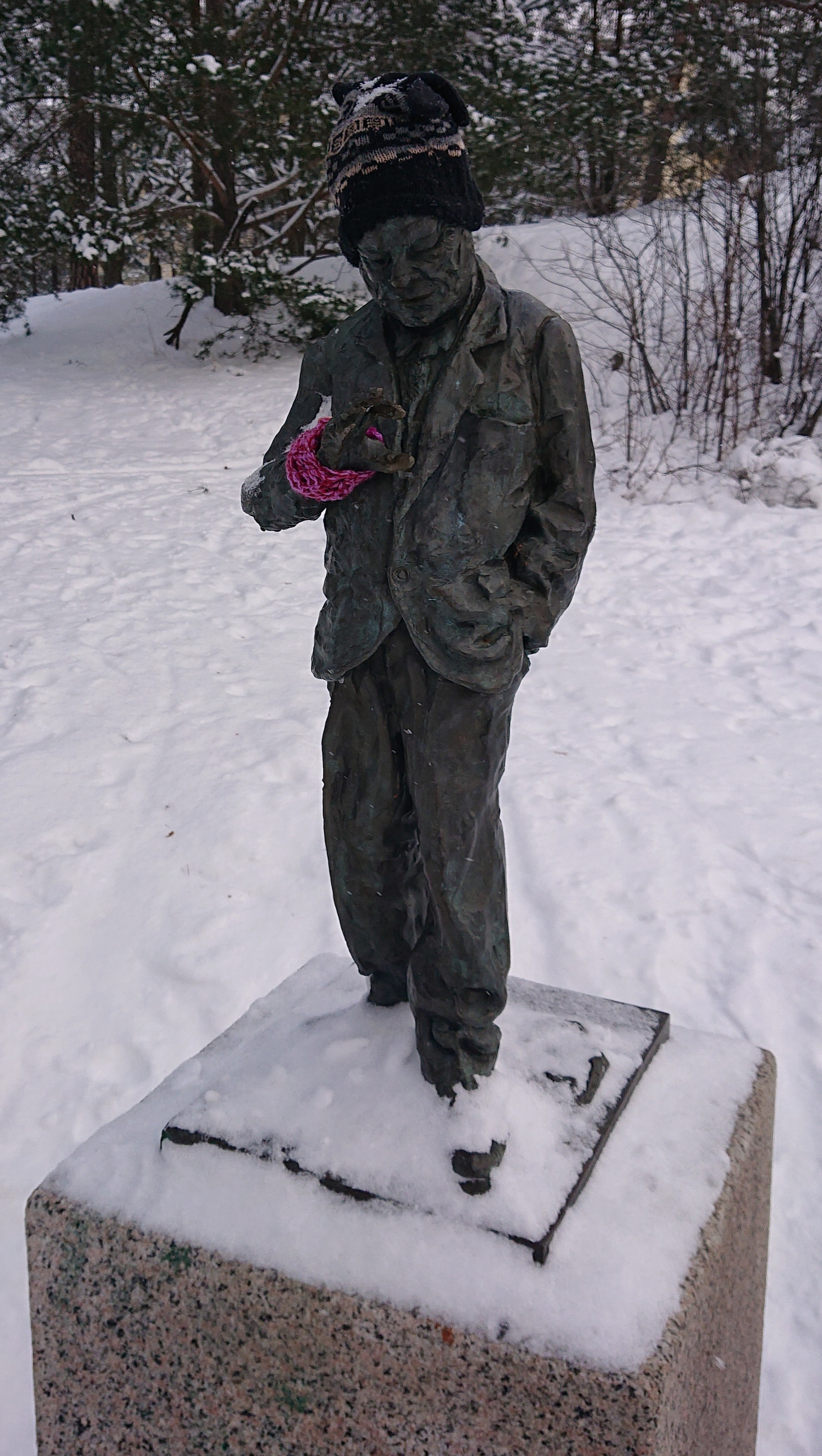

Der Willy-Brandt-Park (schwed. Willy Brandts Park) ist ein Park in der schwedischen Hauptstadt Stockholm, der an Willy Brandts Zeit nach seiner Flucht aus Deutschland über Norwegen nach Schweden 1940 erinnert. Der Park befindet sich im südlichen Stadtbezirk Skarpnäck im Stadtteil Hammarbyhöjden.
In dem Park steht eine Skulptur des deutschen Künstlers Rainer Fetting. Dabei handelt es sich um eine kleinere Kopie der Bronzeplastik, die sich im Atrium der SPD-Zentrale in Berlin befindet. Sie ist ein Geschenk der schwedischen Sozialdemokratischen Partei und wurde am 11. Juni 2006 im Beisein des früheren schwedischen Ministerpräsidenten Ingvar Carlsson eingeweiht.